# Mads Vibe-Hastrup
Mads Vibe-Hastrup (Helsingor, 20 november 1978) is een professional golfer uit Denemarken.

## Amateur

### Gewonnen
- 1996: Doug Sanders World Boys Championship

### Teams
- Eisenhower Trophy (namens Denemarken): 1996, 1998
- Jacques Leglise Trophy (namens Continentaal Europa): 1995, 1996 (winnaars)

## Professional
Mads Vibe-Hastrup werd in 1999 professional en had toen handicap +3. Op de Europese Challenge Tour eindigde hij in 2001 op de 11de plaats en promoveerde naar de Europese PGA Tour. Eind 2002 haalde hij op de Tourschool een kaart voor 2003, maar in 2004, 2005 en 2006 speelde hij vooral op de Challenge Tour.
 Via de Tourschool kwam hij in 2007 weer op de Europese Tour en won hij het Madrid Open; financieel gezien was dit zijn beste seizoen tot nu toe en kwam hij op de 61ste plaats van de Order of Merit.
In 2008 trouwde hij en werd hun dochtertje geboren.

In 2009 haalde hij de finale ronde op de Tourschool maar behaalde geen kaart voor de Europese PGA Tour. Hij speelt in 2010 dus op de Challenge Tour.

### Gewonnen

#### Nationaal
- 2001: Sola Open, Audi Open, Deens PGA Kampioenschap

#### Challenge Tour
- 2001: San Paolo Vita & Asset Management Open

#### Europese Tour
- 2007: Open de Madrid Valle Romano